# Look Ma, No Brains!
Look Ma, No Brains! è il secondo singolo del gruppo punk rock statunitense Green Day estratto dall'album Saviors. Il singolo è stato pubblicato il 2 novembre 2023 insieme ad un video musicale. Il singolo era anche stato messo nel 45 giri del singolo The American Dream Is Killing Me uscito il 24 ottobre 2023.

## Composizione
"Look Ma, No Brains!" è uscito originariamente nel 45 giri del singolo The American Dream Is Killing Me. Ma non prima del 2 novembre 2023 è stata disponibile in streaming e come singolo con video musicale incluso. Il gruppo ha annunciato attraverso i propri social media la sua uscita il 27 ottobre 2023
È considerata un ritorno alle origini punk del gruppo, le critiche la hanno chiamata una canzone punk rock corta e veloce e che ricorda il loro vecchio album Father of All Motherfuckers.

## Tracce
CD, download digitale
1. Look Ma, No Brains! – 2:03

## Formazione
Gruppo
- Billie Joe Armstrong - voce e chitarra
- Mike Dirnt - basso e Cori
- Trè Cool - batteria e e percussioni

Produzione
- Rob Cavallo - produzione
- Chris Lord-Alge - missaggio, mastering